# Bataille de Tourtour
 (août 2022).
Si vous disposez d'ouvrages ou d'articles de référence ou si vous connaissez des sites web de qualité traitant du thème abordé ici, merci de compléter l'article en donnant les références utiles à sa vérifiabilité et en les liant à la section « Notes et références ».
Invasion omeyyade en France
Batailles
La bataille de Tourtour vit en 973 la victoire du comte Guillaume de Provence sur les Sarrasins ; elle marque leur expulsion définitive du territoire et met fin à une présence de plus de deux siècles.

## Contexte
Depuis plusieurs décennies, les Sarrasins s'étaient implantés en Provence grâce à des forteresses, d'où ils effectuaient de temps en temps des raids de pillage. Leur place forte la plus importante était le Fraxinet, à l'actuelle Garde-Freinet. Au début, les seigneurs provençaux restèrent passifs.
Cependant, au début de l'année 973, les Sarrasins commirent une erreur. Né à Valensole, Maïeul, l'abbé de Cluny, était vénéré par les Provençaux. Les Sarrasins pensèrent qu'en l'enlevant comme otage, ils pourraient en obtenir une importante rançon. Ils réussirent à le capturer au pont du Châtelard (Le Châtelard, Valais) près d'Orsières, en juillet 972. Depuis 921, des bandes sarrasines, provenant de Provence, s'étaient rendues maîtresses de nombreux passages d'importance dans les Alpes occidentales dont le col du Mont-Joux que le vénérable abbé venait de franchir avant d'être reconnu et pris. Refusant de laisser l'abbé de Cluny aux mains des Sarrasins, les moines de Provence réussirent à réunir la rançon demandée. Tenant parole, les Sarrasins libérèrent leur otage.
Les moines se chargèrent alors de soulever chez les Provençaux une véritable furie guerrière contre les Sarrasins. Ils donnèrent à l'enlèvement de Maïeul de Cluny le plus grand écho possible, réussissant à fédérer l'ensemble de la population autour du comte Guillaume pour mener une offensive destinée à chasser définitivement les Sarrasins. Le comte Guillaume de Provence, appelé par la suite le Libérateur, répondit à l'appel de ses sujets et leva l'ost. De nombreux guerriers de Provence, mais aussi du Bas-Dauphiné et de Nice formèrent son armée.

## Déroulement
Guillaume Ier et son frère Roubaud prennent la tête de l'ost provençal renforcé par les troupes d'Ardouin, comte de Turin et décident d'attaquer les Sarrasins au Fraxinet même, au cœur de leur dispositif, avec toutes ses forces. En cas de succès, le reste des forces musulmanes de Provence, beaucoup moins fournies, n'aurait aucune chance de résister à une offensive menée par toute l'armée provençale.
Renseignés sur les mouvements des Provençaux, les Sarrasins descendent du Fraxinet pour engager le combat en rase campagne. Cinq premières batailles ont lieu dans les Alpes provençales, à Embrun, Gap, Riez, Ampus et Cabasse. Battues dans tous ces affrontements, les forces des Sarrasins se regroupent à Tourtour. Guillaume ne tarde pas à les rejoindre et y engage la sixième et la plus importante bataille. Écrasés par les Provençaux, les Sarrasins regroupent leurs dernières forces, remontent à La Garde-Freinet et s'y retranchent solidement.
Après avoir donné un peu de repos à ses troupes, Guillaume fait donner l'assaut au Fraxinet. Les guerriers provençaux des seigneurs de Levens, d'Aspremont, de Gilette, de Beuil et de la ville de Sospel sont désignés pour l'attaque (toutes ces villes se trouvent actuellement dans le département des Alpes-Maritimes). Après avoir atteint le sommet de la Garde-Freinet, les Provençaux attaquent les derniers retranchements du Fraxinet, en chassent les Sarrasins, et s'emparent finalement de la forteresse. Les Sarrasins trouvent un dernier refuge dans une forêt voisine, mais, vivement poursuivis, sont vite neutralisés : ils sont soit tués soit faits prisonniers.
La forteresse du Fraxinet est par la suite rasée, les Sarrasins survivants baptisés de force. La plupart des dernières troupes musulmanes quittent la Provence sans attendre l'arrivée de l'armée provençale.

## Conséquence
Par cette offensive décisive de 973 et des batailles qui suivirent, les Sarrasins sont définitivement expulsés de leurs bases fortifiées. Si une partie importante de la communauté sarrasine a sans doute péri au cours des combats, il est probable que des groupes de survivants demeurèrent dans la région y faisant souche et que certains se convertirent à la religion chrétienne.